# Air Arabia Abu Dhabi
Air Arabia Abu Dhabi est une compagnie aérienne à bas prix émiratie, lancée après la signature d'un accord entre Etihad Airways et Air Arabia. Son hub est l'aéroport international d'Abou Dabi. Air Arabia Abu Dhabi soutiendra le réseau de destinations et de services fournis par Etihad Airways et répondra aux besoins du secteur des voyages à bas prix qui est en pleine croissance dans la région. Son conseil d'administration, composé de membres désignés par les deux sociétés, est chargé d'orienter la stratégie d'indépendance de l'entreprise et de développer son activité,.

## Flotte
La flotte d'Air Arabia Abu Dhabi se compose de deux Airbus A320 .